# Julius Fehrenberg
Julius Fehrenberg (* 13. April 1824 auf dem Gut Kressenbrunnen in Grebenstein im Landkreis Kassel; † 15. Mai 1873 ebenda) war ein deutscher Landwirt und Gutsbesitzer und Mitglied der Zweiten Kammer der kurhessischen Ständeversammlung.

## Leben
Julius Fehrenberg bewirtschaftete das Gut Kressenbrunnen in Grebenstein und erhielt 1860 ein Mandat für die Zweite Kammer des kurhessischen Landtags. Er wurde aus der Gruppe der größeren Grundbesitzer gewählt und blieb bis 1861 in dem Parlament. 
Die Ständeversammlung wurde nach den Unruhen im Jahre 1830 zum Zweck der Beratung und Verabschiedung einer Verfassung gebildet und hatte bis 1866 Bestand, als das Land Hessen durch Preußen annektiert wurde.